# Amusina kraussi
Amusina kraussi är en insektsart som först beskrevs av Griffini 1898.  Amusina kraussi ingår i släktet Amusina och familjen syrsor. Inga underarter finns listade i Catalogue of Life.